# Косьцельники-Середні
Косьцельники-Середні (пол. Kościelniki Średnie) — село в Польщі, у гміні Лешна Любанського повіту Нижньосілезького воєводства.
Населення — 230 осіб (2011).
У 1975-1998 роках село належало до Єленьоґурського воєводства.

## Демографія
Демографічна структура станом на 31 березня 2011 року:
|          | Загалом | Допрацездатний вік | Працездатний вік | Постпрацездатний вік |
| -------- | ------- | ------------------ | ---------------- | -------------------- |
| Чоловіки | 112     | 27                 | 81               | 4                    |
| Жінки    | 118     | 33                 | 65               | 20                   |
| Разом    | 230     | 60                 | 146              | 24                   |